# Aceria myriadeum
Espèce
Aceria myriadeum est une espèce d'acariens de la famille des Eriophyidae et du genre Aceria. Elle est responsable de la formation de galles sur les feuilles d'Érable champêtre (Acer campestre).

## Répartition
L'espèce est endémique d'Europe, présente en Bosnie-Herzégovine, en Grande-Bretagne, en Croatie, en Allemagne, en Hongrie, en Italie, au Luxembourg, en Macédoine du Nord, en Slovénie et en ex-Yougoslavie.

## Systématique
Le nom scientifique complet (avec auteur) de ce taxon est Aceria myriadeum (A.Murray, 1877).
L'espèce a été initialement classée dans le genre Phytoptus sous le protonyme Phytoptus myriadeum A.Murray, 1877.
Aceria myriadeum a pour synonymes :
- Aceria aceriscampestris (Nalepa, 1922)[2],[3]
- Artacris aceriscampestris[3]
- Artacris myriadeum[3]
- Cisaberoptus aceriscampestris[3]
- Cisaberoptus myriadeum[3]
- Eriophyes aceriscampestris Nalepa, 1922[2],[3]
- Eriophyes macrochelus var. aceriscampestris Nalepa, 1922[2]
- Eriophyes macrorhynchus aceriscampestris[2]
- Phytoptus myriadeum A.Murray, 1877[2],[3]
- Trichostigma aceriscampestris[3]
- Trichostigma myriadeum[3]